# Rana shuchinae
Rana shuchinae es una especie de anfibio anuro de la familia Ranidae.

## Distribución geográfica
Esta especie es endémica del centro-sur de China. Se encuentra entre los 2760 y 3800 m sobre el nivel del mar, habita en.
- el sur de la provincia de Sichuan en el condado de Zhaojue;
- el noroeste de la provincia de Yunnan en los xians de Gongshan, Shangri-La y Dêqên.[3] Su presencia es incierta en Birmania.

## Publicación original
- Liu, 1950 : Amphibians of western China. Fieldiana, Zoology Memoires, vol. 2, p. 1-400[4]